# オーキド・ユキナリ
オーキド・ユキナリは、ゲーム『ポケットモンスター』シリーズおよびその関連作品に登場する架空の人物。一般的には「オーキド博士」（オーキドはかせ）の名前で知られている。

## ゲームでの設定
カントー地方のマサラタウンにあるポケモン研究所「オーキド研究所」でポケモンについて研究している。ポケモン研究の世界的権威であり、ポケモンのタイプによる分類法を提唱したとされている。
孫の姉弟がおり、弟の方は『赤・緑』『ファイアレッド・リーフグリーン』で主人公のライバルとなる。姉の名前はナナミ。
上記のように孫がいるため既婚になるが、妻や子は現在までに一切登場していない。
ゲーム冒頭のメッセージ曰く、「ポケモン博士」として皆から慕われている。
元ポケモントレーナーで、全てのポケモンを記録した完璧なポケモン図鑑を作ることが夢であった。研究所を訪れたりパソコンでコンタクトをとったりすると図鑑の完成度に応じたコメントを残す。
各地のポケモン研究者との親交は特に深く、シンオウ地方のナナカマド博士は先輩で、ジョウト地方のウツギ博士はかつての助手である。他にもマサラタウンの人々、研究員全般、トレーナーの一部、『赤・緑』にも登場する老人、その他多数の友人がいる。カントー地方の四天王キクコは、トレーナー時代のライバルだったという。
「ユキナリ」という名前は初期の『赤・緑』の攻略本『ポケットモンスター図鑑』制作時にとみさわ昭仁が香原志勢から取って独自に命名したものだったが、その後公式化されて漫画『電撃!ピカチュウ』、小説『ポケットモンスター The Animation』において使用された。ゲームでは『サン・ムーン』で初めて「ユキナリ」という名が登場している。
1作目『赤・緑・青・ピカチュウ』版やそのリメイク作『ファイアレッド・リーフグリーン』では、主人公とライバルにヒトカゲ・ゼニガメ・フシギダネのどれか1匹（『ピカチュウ』バージョンでは主人公がピカチュウ、ライバルがイーブイ）をプレゼントし、ポケモン図鑑の完成を任せる。基本的に自身がマサラタウンの外に出ることはなく主人公に渡すべきアイテムは助手に持たせるが、主人公とライバルがポケモンリーグで対決した際には直接駆けつけた。
2作目『金・銀・クリスタル』やそのリメイク作『ハートゴールド・ソウルシルバー』では、主人公を見守るウツギ博士が尊敬する人物として登場し、主人公に対しても直接助言を与える。また、「オーキド博士のポケモン講座」というラジオ番組にも出演する。かつて新たな100種類が発見される以前に、学会にて「ポケモンは150種類いる」と発表した。
3作目『ルビー・サファイア・エメラルド』と、5作目『ブラック・ホワイト』には直接登場しないが、オーキド博士を彷彿させる話をする人物が散見される。
4作目『ダイヤモンド・パール・プラチナ』では、ナナカマド博士の後輩、そしてポケモン研究の世界的権威、「ポケモンのいるところオーキドあり」など世界的に有名な博士として、ゲーム内で特定の条件を満たすと主人公の前に姿を現すようになる。
7作目『サン・ムーン』では、オーキド・ユキナリのいとこである「ナリヤ・オーキド」が登場する。容姿はユキナリと瓜二つで、日焼けしている。ナリヤは、アローラ地方で「リージョンフォームのポケモン」について研究している。
アプリゲーム『ポケモンマスターズ』では2020年2月14日より追加登場。バディーズ（パートナー）としてニドリーノを連れていたが、偶然出会ったミュウに研究者魂を刺激され、バトルを挑む。その結果ミュウに気に入られ、バディーズとなった。

## アニメでの設定

### 凡例
記載されている略号
以下のタイトル名の前に付与された数字（シリーズ番号）は、日本語オリジナル版を番組名の違い（リコとロイ編はひとシリーズとする）で数えた通称であり、他の言語版のシリーズ/シーズン番号とは異なる場合がある。
- 1.『ポケットモンスター（無印）』 - 《PM》（無印、平成無印、1997年版、第1シリーズ、平成版）：カントー地方編 - 《KT》、オレンジ諸島編 - 《OS》、ジョウト地方編 - 《JT》
- 2.『ポケットモンスター アドバンスジェネレーション』 - 《AG》：ホウエン地方編 - 《HT》、バトルフロンティア編 - 《BF》
- 3.『ポケットモンスター ダイヤモンド&パール』 - 《DP》
- 4.『ポケットモンスター ベストウイッシュ』 - 《BW》
  - シーズン1『ポケットモンスター ベストウイッシュ』 - 《BW》
  - シーズン2『ポケットモンスター ベストウイッシュ シーズン2』 - 《BW2》：エピソードN - 《BW2N》、デコロラアドベンチャー - 《DA》
- 5.『ポケットモンスター XY』 - 《XY》
  - シーズン1『ポケットモンスター XY』 - 《XY》
  - シーズン2『ポケットモンスター XY&Z』 - 《XY&Z》
- 6.『ポケットモンスター サン&ムーン』 - 《SM》
- 7.『ポケットモンスター（新無印）』 - 《PM2》（新無印、令和無印第1作、2019年版、第7シリーズ）
  - シーズン1『ポケットモンスター』 - 《PM2》
  - シーズン2『ポケットモンスター めざせポケモンマスター』 - 《MPM》
- 8.『ポケットモンスター（リコとロイ編）』 - 《LR》（リコとロイ編、令和無印第2作、2023年版、第8シリーズ）
  - シーズン1『ポケットモンスター リコとロイの旅立ち』 - 《LR1》
  - シーズン2『ポケットモンスター テラパゴスのかがやき』 - 《LR2》
  - シーズン3『ポケットモンスター テラスタルデビュー』 - 《LR3》
- 『ポケットモンスター サイドストーリー』 - 《SS》
- 『ポケットモンスター（劇場版）』 - 《MV》
- 『ポケットモンスター（OVA）』 - 《OA》（機内上映向け作品を含む場合がある）

### 各国の日本国外名
- 英語：Professor Samuel Oak、名字のみではProf. Oak
- 韓国語：オ・ヨンホ(ハングル：오용호)／オ・パクサ(ハングル：오박사)
- ポルトガル語：Carvalho
- 中国語：大木博士

### 人物
基本的にはゲーム版に準じた設定であり、日々ポケモンの面倒を見ながら研究を進めている。年齢は55歳。声優は石塚運昇→堀内賢雄（SM111話以降）。
ポケモン界では名が通っており、ケンジをはじめ尊敬する者も多い。
毎年マサラタウンの子供が10歳になった日にポケモントレーナー修行の旅に出かけるため、基本的にはフシギダネ、ヒトカゲ、ゼニガメのいずれかをプレゼントする。
自身の研究所の庭は広大で、自然環境に近い状態のポケモンの生態を研究するため、多数のポケモンを放し飼いにしている。そのポケモン達の多くは、マサラタウン出身のトレーナーが博士に預けたポケモンである。タイプごとに分けられたエリアを設けているらしく、無用心に電気タイプのエリアに足を踏み込むと、ビリリダマやマルマインの爆発に巻き込まれるといった危険性がある。水タイプと草タイプのエリアが近いらしく、場所を巡っての争いが度々あったが、サトシのフシギダネが警備にあたってからは衝突は最小限に留まっている。無防備に見える全体だが、預けられているポケモン達によって全土の安泰が守られている。
ナナカマド博士は先輩である。また、ウツギ博士やサクラギ博士はかつての助手、教え子である。他にも各地のポケモン研究者たちと親しく、共同で研究にあたったり互いの研究所を訪問し合ったりすることも珍しくない。自身が忙しい時は顔見知りのポケモントレーナーにお使いを頼むこともあるらしく、作中ではサトシ達にオレンジ諸島のウチキド博士までお使いを頼むシーンがある。
多少変人扱いされているらしいが、マサラタウンの住人達から慕われている。サトシの母であるハナコとも親しく、「ママさん」と呼んでいる。
ポケモン研究では主に「人とポケモンの共存」について研究しており、ポケモン学会でもトップシークレットである強化ウイルス「ポケルス」についても知識がある模様。
アニメ本編終了後には、当初は「オーキド博士のポケモン講座」やそれがバージョンアップした「オーキド博士のポケモン大百科」というコーナーに、DP途中からはそれらがクイズ形式に派生した「オーキド博士のポケモン大検定」というコーナーに登場していた。このコーナーでは、オーキド博士が調子に乗って触った後、紹介したポケモンが怒り、ひどい目に遭わされるオチがつくのがお約束となっている。ヒカリが「ポケモン川柳の人」と呼ぶなどポケモン川柳研究家としても有名で、コーナーの最後には一句詠むことがあり、アニメ本編においてもたまに川柳を読むことがある。BWでは「オーキド博士のポケモンライブキャスター」というコーナーに登場する。ポケモンからひどい目に遭わされるオチは廃止され、筆と紙を取り出してポケモン川柳で締めている。XYの「オーキド博士のポケモンホロキャスター」では、ポケモンからひどい目に遭わされるオチが復活した。
前述したポケモン川柳や、ゲーム版でも存在するラジオ番組「オーキド博士のポケモン講座」（前述のアニメ内コーナーとは別物）への出演など、マスメディアへの登場が多い研究者でもあり、DP3話ではヒカリから真っ先に「川柳の人」と認識されたため、ナナカマド博士から研究者として認知されるべく活動するように指摘された。
サトシのライバルであるシゲルの実の祖父であるが、シゲルよりもサトシを構い気味の傾向にあり、初期のシゲルが嫉妬心から傍若無人かつ派手な行動の原因になる。一方でセキエイリーグにおいては彼らの自惚れや戦術を疎かにする傾向が敗退の要因となったことを厳しく指摘し、精神面で成長するきっかけを作った。
XY編など過去にはサマーキャンプが開催されていたことが明らかになった。
アニメ版にはシゲル以外の家族が登場したことはないが、首藤剛志による小説版ではオーキド博士は3男坊で、兄にマサラタウンの町長とマサラタウンの郵便局長がいる。またオーキド家はマサラタウンの名家であり、オーキド博士の祖先はマサラタウン出身者の憧れのポケモントレーナー、オーキド・マサラであるという設定がある。

### 少年時代
映画『セレビィ 時を超えた遭遇』には、40年前の世界からタイムスリップしてきた少年「ユキナリ」（声 - 戸田恵子）が登場する。海外及びテレビ放映されたバージョンでは、オーキド博士が最後に自分が「ユキナリ」だとほのめかすシーンが追加されており、名前が同じであることと映画のエンディングの際には「ユキナリ」のスケッチブックがオーキド邸の書庫に保管されていたことから、「ユキナリ」がオーキド博士の少年時代であることが示唆されている。本編内ではそれをはっきり示すシーンはないが、映画のガイドブックなどでは掲載されている。
なお、本編では少年時代について触れることは少なく、無印246話で「昔は『早押しユキちゃん』と呼ばれていた」と言うなど、極稀にほのめかすだけである。ちなみにユキナリの時の性格はどちらかといえば大人しく温和なほうだが、現在のオーキド博士はかなりお茶目で砕けた性格である。

### 略歴
少年時代はポケモントレーナーとして、スケッチブックを片手に各地を旅していた。ジョウト地方のハテノの森でセレビィと出会い不思議な経験をしたのもこの頃。
博物館でオムナイトの貝殻の化石を見たことをきっかけにポケモン研究を始め、タマムシ大学ではウツギ博士やサタケを指導した。
その後は故郷のマサラタウンに研究所を構え、現在は、ポケモンの保護や後進のポケモントレーナー達の支援をしながら、助手のケンジと共にポケモン研究に日夜励んでいる。

### 所有ポケモン
少年時代から現在まで多数のポケモンをゲットしたというが、詳細は明かされていない。マサラタウン出身のポケモントレーナーに配ったフシギダネ、ヒトカゲ、ゼニガメ、ピカチュウも、オーキド博士がゲットしたという設定がある。
なお、少年時代に使用したリザード以外は、マサラタウン出身のポケモントレーナーなどからポケモンを預かったりしているため、本人のポケモンかどうかは正確には不明な場合もある。
ポッポ
- 登場時期：KG

オーキド博士がジョウト地方のエビチャタウンで開かれる公開収録に出向く途中でゲットしたらしいポケモン。小さな体ながら凄まじい「ふきとばし」を放ち、ロケット団を退散させた。
カイリュー
- 登場時期：『戦慄のミラージュポケモン』

オーキド博士の所持するモンスターボールから登場しバトルする姿が見られるが、博士のポケモンかは明確にはされていない。
リザード
- 登場時期：『セレビィ 時を超えた遭遇』

旧式のポケモンボール（レトロボール）から登場したユキナリ少年の手持ちポケモン。良く育てられており、サトシのベイリーフとタッグを組んでビシャスのニューラ、ハッサムを追い詰めるほどの実力を持つ。
ロトム
声 - 古島清孝、水野麻里絵、矢野亜沙美
- 登場時期：DA・XY

オーキド博士がムトロ島で出会った、三匹のロトム。そのうち一匹（声は古島）は、ロケット団に連れ去られそうになったところを博士に助けられ、自らゲットされた。なお、残りの二匹は島に残ることになった。ピカチュウとエモンガの電気は美味しいようだが、マッギョの電気は不味いらしい。『ポケットモンスターXY』の3話やED後の『オーキド博士のポケモンホロキャスター』にも登場している。
使用技は三匹とも「10まんボルト」（フォルムチェンジ後は「オーバーヒート」、「ハイドロポンプ」、「リーフストーム」、「ふぶき」、「エアスラッシュ」）。

## キャスト
声優
- 石塚運昇 - テレビアニメ版（初代〈『無印』第1話 - 『サン&ムーン』第48話〉）、ゲーム『ポケモンスナップ』、『おはスタ』へのゲスト出演（顔出し出演）
- 堀内賢雄 - テレビアニメ版（2代目〈『サン&ムーン』第111話 - 〉）
- 戸田恵子 - 劇場アニメ『セレビィ 時を超えた遭遇』・少年時代
- 森功至 - テレビアニメ『THE ORIGIN』
- 若林正 - Webアニメ『W Professors』
- 緒方賢一 - ゲーム『ポケモンマスターズ』
- 園部啓一 - Webアニメ『Pokémon Evolutions』

俳優
- 三上勤 - ゲーム『ポケモンマスターズ』PV